# マツダ・ペルソナ
ペルソナ（Persona ）は、マツダがかつて生産・販売していた4ドアピラーレスハードトップ型の乗用車である。

## 概要
「インテリアイズム」「ビューティフル・クルージング」というキャッチフレーズを掲げ、女優のイングリッド・バーグマンをイメージしてデザイン最優先で作られた。
ハイソカーブーム期に登場したため、内装の半分以上が革張りであるなど非常に力が入っており、初期のカタログではエクステリアの写真よりも先にインテリアの写真が掲載されていた。しかし、4ドアピラーレスハードトップ特有の後部座席の狭さが災いして晩年は販売不振に陥り、1代限りで生産は終了した。
CMキャラクターには俳優で映画監督の奥田瑛二を起用。

### 主な特徴
インテリアではデザイン重視のためグローブボックスを持たず、その代わりとして助手席下に収納用引き出し型ボックスが設定されている。また、灰皿およびライターがオプション設定となっており、禁煙車として当時話題になった。
前席用シートベルトはテンショナー本体がリアドアに内蔵され、前席ヘッドレスト横のガイドアンカーを経由してバックルに固定される変則的な方式となっている（この構造は後継車のMS-8にも引き継がれた）。アームレストはリアシートから独立しており、持ち運びが可能である。
フロントグリルには仮面をモチーフとした七宝のエンブレムがあしらわれる。
エンジンは前期型が1,800cc直列4気筒SOHC12バルブと2,000cc直列4気筒DOHC16バルブで、後期型では1,800ccもDOHC16バルブ化された。グレードは布シート仕様のタイプAと本革シート仕様のタイプBの2種類が設定された。

## 初代 MAEP/MA8P型（1988年-1992年）
- 1988年11月 - 登場。
- 1989年11月 - 姉妹車としてよりスポーティーなユーノス300が発売された。こちらの方はペルソナにない灰皿とシガーライターが装備された。
- 1990年3月 - 1,800cc車もDOHC化され出力アップ。ボディカラーに新色追加され、さらに運転席パワーシートが標準装備。
- 1991年12月 - 生産終了。在庫対応分のみの販売となる。
- 1992年3月 - 販売終了。MS-8が後継車として発売された。

## 受賞歴
- 1988年度ベストカー インテリア・オブ・ザ・イヤー（BEST CAR INTERIOR OF THE YEAR）